# Микита Володимир Васильович
Володимир Васильович Микита (1 лютого 1931 року, с. Ракошино (нині Мукачівський район, Закарпатська область) — 16 липня 2025, Ужгород, Закарпатська область, Україна) — український живописець, один із класиків закарпатської малярської школи; глибоко національний художник, що проникливо, із симпатією, розкривав патріархальний світ закарпатського села.
Заслужений художник України (1975), народний художник України (1991). Дійсний член Національної академії мистецтв України (2004), лауреат Національної премії України ім. Тараса Шевченка (2005).

## Життєпис
Народився 1 лютого 1931 року в с. Ракошино Мукачівського району Закарпатської області (колишня Підкарпатська Русь в складі Чехословаччини) в родині землеробів. Після закінчення початкової школи поступив в Мукачівську руську гімназію, в якій навчався до приходу радянської армії в Закарпаття.
У 1947—1950 рр. вчився в Ужгородському училищі прикладного мистецтва. Педагоги з фаху — А. Ерделі, Й. Бокшай, Ф. Манайло. У 1950 р. вперше взяв участь в обласній художній виставці. Після закінчення Ужгородського училища в 1950 році, склав екзамени у Львівський інститут прикладного мистецтва, але не був зарахований за політичними мотивами.
1950 році влаштувався на роботу в обласний будинок народної творчості на посаду методиста, де працював один рік, до призову у військо. З 1951 по 1954 рік знаходився в лавах Радянської армії на о. Сахалін. Після демобілізації був прийнятий на роботу в Закарпатські художньо-виробничі майстерні художнього фонду, де працював до 2001 року до виходу на пенсію.
У 1962 році був прийнятий у Спілку художників України.
У 1964—1991 рр. був у керівництві Закарпатської організації Спілки художників України, а в 1996 році був обраний головою Закарпатської організації, яку ж і очолював до 1999 року.
З 1999 року і по 2003 рік викладав у коледжі Закарпатського художнього інституту ім. А. Ерделі.
Одружений, має двох доньок, четверо внуків і трьох правнуків.

## Смерть
Помер 16 липня 2025 року на 94-му році життя.

## Відзнаки і нагороди
Член Національної Спілки художників України з 1962 р. Заслужений художник України з 1975 р., Народний художник України з 1991 р.
Член-кореспондент Академії мистецтв України з 1997. Дійсний член Національної академії мистецтв України — з 2004 р.
Лауреат обласної премії ім. Й. Бокшая та А. Ерделі в галузі образотворчого мистецтва.
Лауреат Національної премії України імені Т. Шевченка за 2005 рік.
5 лютого 2006 року одержав Золоту медаль Національної академії мистецтв України. 28 лютого 2006 року указом Президента України нагороджений орденом Ярослава Мудрого V ступеня. У 2010 році оголошується почесним громадянином міста Ужгород. У 2010 році одержав обласну премію ім. Й. Бокшая-А.Ерделі за твір «Зсуви». У 2011 році нагороджується премією ім. Тетяни Яблонської за досягнення в образотворчому мистецтві.
7 лютого 2011 року указом президента України нагороджений орденом Ярослава Мудрого IV ступеня.
28 січня 2025 року одержав Велику золоту медаль Національної академії мистецтв України.

## Творчість

Учитель-пенсіонер (1958)

Моя мамка (1967)

Портрет Ф. Манайла (1976)

Запізніла весна (1997)

Учасник художніх виставок: обласних — з 1950 року, всеукраїнських — з 1957 року, всесоюзних — з 1961 року, закордонних — з 1966 року — Угорщина, Чехословаччина, Румунія, Франція, Італія, Кіпр, Болгарія, Японія, Філіппіни, Німеччина, Австрія, Канада. Учасник міжнародних бієнале: 1963 р. — м. Хельсінкі (Фінляндія), 1974 р. — м. Кошіце (Словаччина), 1984 р. — м. Венеція (Італія).
Твори закуплені Міністерством культури та мистецтва України, Дирекцією виставок Національної Спілки художників України, Міністерством культури СРСР, зберігаються в музеях України, Росії, Литви, Словаччини, Німеччини, Угорщини, Югославії, Венесуели та приватних колекціях багатьох країн світу.
Працює в галузі портрета, пейзажу, натюрморту та побутової тематики. Найповніше індивідуальність митця розкрилася в композиціях, що відтворюють життя і побут закарпатського села.
Сюжетні та побутові композиції, портрети, натюрморти, пейзажі відзначаються широтою тематичного діапазону, багатогранністю сприйняття навколишнього світу, яскравою індивідуальністю живописної манери. Через філософське узагальнення і символічне тлумачення реалій повсякденності В. Микита тяжіє до синтетичності, сповідує строгу логіку міцної композиційної побудови, що підтримується своєрідним колористичним ладом і майстерно розробленою ритмікою. Серед учнів — М. Деяк, Л. Микита, З. Мічка.
- «Вчитель-пенсіонер» (1958, Закарпатський художній музей);
- «Школярка» (1959);
- «На чужині» (1968);
- «Ягнятко» (1969);
- «Збирання картоплі» (1970);
- «Новина» (1970),
- Найбільш відомі роботи майстра:
- «Моя Мамка» (1968, в Музеї автора);
- «Ягнятко» (1969);
- «Звозять сіно» (1971);
- «За щастя онуки» (1972);
- «Федір Манайло» (1976, Закарпатський художній музей);
- «Мірка — мішання» (1987);
- «Плач вічної лози» (1988);
- «Зона» (1990);
- «Дай, Боже, добрий день» (1992);
- «На роздоріжжі» (1993);
- «На порозі вічного» (1995);
- «Запізніла весна» (1997);
- «Сонячна осінь» (1999);
- «Цімборки» (2000);
- «Автопортрет» (2001, в музеї автора);
- «Повінь» (2001);
- «На поточку прала» (2001);
- «Куток двору» (2002);
- «Чорна сила над планетою» (2003);
- «Хата під полонинами» (2003);
- «Квітуча яблуня» (2004);
- «Осінь у Передгір'ї» (2004);
- «Різдвяний натюрморт» (2006);
- «Весна над озером» (2006).
- «Весняні турботи»
- «Дід-садівник»
- «Обід у полі»
- Портрет народного художника України Ф. Манайла (1976) та інші.

### Музей
21 вересня 2019 року в Мукачівському замку Паланок відкрито Музей Володимира Микити.

## Персональні виставки
- 1973, 1974 роки — м. Ужгород, м. Пряшів та м. Попрад (Словаччина),
- 1981 — м. Київ, Львів, Івано-Франківськ, Коломия, а також Каунас та Шауляй (Литва),
- 1982 — м. Ужгород, а також Москва та Зоряне містечко (Росія),
- 1991, 1996 — м. Ужгород, а також м. Ніредьгаза (Угорщина),
- 1997 — м. Требішов, м. Гуменне, м. Бардіїв, м. Межилаборці (Словаччина),
- 2001 — м. Ужгород, м. Київ.
- 2005 — м. Київ.
- 2006 — м. Ужгород, м. Київ.
- 2011 — м. Ужгород.
- 2016 — м. Ужгород.
- 2021 — м. Ужгород.
- 2022 — м. Ужгород.
- 2023 — м. Ужгород.
- 2024 — м. Мукачево.
- 2025 — м. Київ.

## Участь у державних художніх виставках за кордоном
- 1968, Канни (Франція)
- Угорщина: 1966, 1968, 1974, 1985, 1992, 1996, 2000
- Чехословаччина: 1968, 1972, 1981, 1984, 1987, 1988, 1989, 1996, 1997, 1999
- Румунія: 1976, 1977, 1981, 1984, 1987
- 1970, Генуя (Італія)
- 1972, Нікозія (Кіпр)
- 1973, Софія (Болгарія)
- 1970—1973, Японія(комерційна виставка)
- 1974, Варна (Болгарія)
- 1980, Філіппіни; 1983, Кельн (Німеччина)
- 1983, Відень (Австрія)
- 1984, Будапешт (Угорщина)
- 1989, Канада (комерційна пересувна виставка)
- 1989, Будапешт (Угорщина)
- 1990, Будапешт (Угорщина)
- 1990, Секешфегервар (Угорщина)
- 2002, Будапешт (Угорщина)
- 2002 Москва (Росія) та Пекін (Китай).